# Dysphania alloides
Dysphania alloides là một loài bướm đêm trong họ Geometridae.